# Ștefan Rusu
Ștefan Rusu (n. 2 februarie 1956, Rădăuți, Suceava, România) este un fost sportiv luptător român, laureat cu aur la Olimpiada de la Moscova 1980, cu argint la Montreal 1976 și cu bronz la Los Angeles 1984.

## Distincții
- Ordinul „Meritul Sportiv” clasa a II-a (18 august 1976) „pentru rezultatele deosebite obținute la Jocurile olimpice de vară de la Montreal – 1976, precum și pentru contribuția adusă la dezvoltarea activității sportive și la creșterea prestigiului sportului românesc pe plan internațional”[3]
- Ordinul „Meritul Sportiv” clasa I (15 aprilie 1981) „pentru rezultatele deosebite obținute la Jocurile olimpice de vară de la Moscova – 1980, precum și pentru contribuția adusă la dezvoltarea activității sportive și la creșterea prestigiului sportului românesc pe plan internațional”[4]

## Legături externe
Materiale media legate de Ștefan Rusu la Wikimedia Commons
- Ștefan Rusu la Comitetul Olimpic și Sportiv Român (arhivat)
- en  Ștefan Rusu pe  UnitedWorldWrestling.org/Database, United World Wrestling
- en Ștefan Rusu la Olympedia.org
- en  Ștefan Rusu pe olympic.org, Comitetul Internațional Olimpic.